# Кубок СССР по футболу 1973
32-й розыгрыш Кубка СССР состоялся в марте-октябре 1973 года. Обладателем Кубка впервые стал ереванский «Арарат». Предыдущий обладатель Кубка московское «Торпедо» выбыло в 1/16 финала. В этом розыгрыше в два матча проходили все этапы кроме финала.

## 1/32 финала
| Команда 1             | Итог | Команда 2                 | 1 матч | 2 матч |
| --------------------- | ---- | ------------------------- | ------ | ------ |
| Кузбасс (Кемерово)    | 1:2  | Металлист (Харьков)       | 0:0    | 1:2    |
| Текстильщик (Иваново) | 4:2  | Спартак (Ивано-Франковск) | 3:2    | 1:0    |
| Металлург (Липецк)    | 1:3  | Спартак (Нальчик)         | 1:1    | 0:2    |
| Металлург (Запорожье) | 4:0  | Строитель (Ашхабад)       | 3:0    | 1:0    |

## 1/16 финала
| Команда 1              | Итог | Команда 2                 | 1 матч | 2 матч   |
| ---------------------- | ---- | ------------------------- | ------ | -------- |
| Шахтёр (Донецк)        | 4:3  | Металлург (Запорожье)     | 2:0    | 2:3      |
| Арарат (Ереван)        | 2:0  | Алга (Фрунзе)             | 1:0    | 1:0      |
| Металлист (Харьков)    | 0:6  | Динамо (Киев)             | 0:3    | 0:3      |
| Шинник (Ярославль)     | 0:2  | Динамо (Москва)           | 0:0    | 0:2 д.в. |
| Динамо (Минск)         | 1:0  | Звезда (Пермь)            | 1:0    | 0:0      |
| Памир (Душанбе)        | 1:3  | Кайрат (Алма-Ата)         | 0:2    | 1:1      |
| Динамо (Тбилиси)       | 2:0  | Крылья Советов (Куйбышев) | 2:0    | 0:0      |
| Днепр (Днепропетровск) | 2:1  | Локомотив (Москва)        | 1:1    | 1:0      |
| Карпаты (Львов)        | 1:1  | Нефтчи (Баку)             | 1:1    | 0:0      |
| Спартак (Москва)       | 2:1  | Нистру (Кишинев)          | 0:0    | 2:1      |
| Текстильщик (Иваново)  | 0:1  | Пахтакор (Ташкент)        | 0:0    | 0:1      |
| Черноморец (Одесса)    | 4:2  | СКА (Ростов-на-Дону)      | 2:0    | 2:2      |
| Зенит (Ленинград)      | 3:1  | Спартак (Нальчик)         | 1:1    | 2:0      |
| Заря (Ворошиловград)   | 3:1  | Спартак (Орджоникидзе)    | 2:1    | 1:0      |
| Торпедо (Кутаиси)      | 1:5  | ЦСКА (Москва)             | 0:3    | 1:2      |
| Торпедо (Москва)       | 1:1  | Шахтёр (Караганда)        | 1:1    | 0:0      |

## 1/8 финала
| Команда 1            | Итог | Команда 2              | 1 матч | 2 матч            |
| -------------------- | ---- | ---------------------- | ------ | ----------------- |
| Нефтчи (Баку)        | 1:4  | Арарат (Ереван)        | 0:1    | 1:3               |
| Кайрат (Алма-Ата)    | 2:3  | Динамо (Киев)          | 1:1    | 1:2               |
| Зенит (Ленинград)    | 2:2  | Динамо (Москва)        | 1:1    | 1:1 д.в.,пен. 3:5 |
| Спартак (Москва)     | 3:2  | Динамо (Тбилиси)       | 2:1    | 1:1               |
| Динамо (Минск)       | 2:3  | Днепр (Днепропетровск) | 2:0    | 0:3 д.в.          |
| ЦСКА (Москва)        | 4:2  | Пахтакор (Ташкент)     | 3:1    | 1:1               |
| Шахтёр (Караганда)   | 1:5  | Черноморец (Одесса)    | 0:2    | 1:3               |
| Заря (Ворошиловград) | 2:1  | Шахтёр (Донецк)        | 2:0    | 0:1               |

## 1/4 финала
| Дата    | Команда 1              | Счёт | Команда 2            | Голы                                                     |
| ------- | ---------------------- | ---- | -------------------- | -------------------------------------------------------- |
| 11 июля | ЦСКА (Москва)          | 0:2  | Динамо (Киев)        | Колотов 67', Веремеев 88'                                |
| 25 июля | ЦСКА (Москва)          | 0:3  | Динамо (Киев)        | Семёнов 7', Колотов 44', Блохин 49'                      |
| 11 июля | Арарат (Ереван)        | 2:0  | Заря (Ворошиловград) | Иштоян 2', Маркаров 33'                                  |
| 25 июля | Арарат (Ереван)        | 0:1  | Заря (Ворошиловград) | Пинчук 87'                                               |
| 11 июля | Днепр (Днепропетровск) | 0:0  | Спартак (Москва)     |                                                          |
| 25 июля | Днепр (Днепропетровск) | 2:1  | Спартак (Москва)     | Гринько 48', Поркуян 74' — Кокорев 80'                   |
| 12 июля | Динамо (Москва)        | 3:0  | Черноморец (Одесса)  | Пудышев 19', 62', Козлов 61'                             |
| 25 июля | Динамо (Москва)        | 3:2  | Черноморец (Одесса)  | Кожемякин 9', 30', 85' — Шепель 39' (пен.), Иваненко 55' |

## 1/2 финала
| Дата        | Команда 1              | Счёт            | Команда 2       | Голы                        |
| ----------- | ---------------------- | --------------- | --------------- | --------------------------- |
| 16 августа  | Динамо (Киев)          | 1:1             | Динамо (Москва) | Колотов 66' — Еврюжихин 14' |
| 12 сентября | Динамо (Киев)          | 1:1, 6:5 (пен.) | Динамо (Москва) | Блохин 3' — Козлов 39'      |
| 1 августа   | Днепр (Днепропетровск) | 0:1             | Арарат (Ереван) | Маркаров 62'                |
| 15 августа  | Днепр (Днепропетровск) | 0:1             | Арарат (Ереван) | Маркаров 40'                |

## Финал
| 10 октября 1973 | \| Арарат \| 2:1 (0:0, 1:1, д. в.) \| Динамо (Киев) \| \| Иштоян 89', 103' \| Голы \| Колотов 61' (пен.) \| | Стадион: ЦС им. В. И. Ленина, Москва Зрителей: 60 000 Судья: П. Казаков (Москва) |
| Арарат: А. Абрамян, Геворкян, Саркисян, Коваленко, Месропян, Андриасян, Бондаренко (Погосов 73'), Иштоян, Маркаров (Казарян 73'), Заназанян (к), Н. Петросян Главный тренер: Никита Симонян Динамо: Самохин, Дамин, Матвиенко, Фоменко, Решко, Трошкин, Мунтян, Буряк (Зуев 87'), Колотов (к), Веремеев, Блохин (Кондратов 88') Главный тренер: Александр Севидов | |                                                                                  |
| Арарат | 2:1 (0:0, 1:1, д. в.)                                                                                       | Динамо (Киев)                                                                    |
| Иштоян 89', 103' | Голы | Колотов 61' (пен.)                                                               |

Поскольку «Арарат» также стал чемпионом СССР 1973 года, то он участвовал в Кубке чемпионов, а «Динамо» (Киев) получило право на участие в Кубке кубков.